# Неименуемое (фильм)
«Неименуемое» (англ. The Unnamable) — фильм ужасов режиссёра Жана-Поля Уэллетта, при создании которого использованы элементы новеллы Говарда Филлипса Лавкрафта «Неименуемое». Фильм известен также под названиями «Неназываемое» и «Невыразимый ужас». В 1993 году вышло продолжение фильма под названием Невыразимый ужас 2.

## Сюжет
XVIII век. Новая Англия. Чернокнижник Джошуа Уинтроп создал из своей дочери Элиды чудовище (каким образом — в фильме не поясняется) и обещает ему, что когда-нибудь придёт время для её высвобождения. И однажды чудовище набрасывается на своего создателя. Труп чародея осматривают местный пастор и могильщик. Пастор приказывает навсегда запереть дом, а труп хоронят в склепе во дворе.
Наши дни. Рядом с заброшенным домом расположился кампус Мискатоникского университета. Студенты Рендольф Картер (потомок одного из участников тех событий), Джоэл и Говард беседуют о сверхъестественном. При этом Джоэл крайне скептически относится к рассказу Рендольфа, в результате последний предлагает товарищу посетить дом. Джоэл опрометчиво соглашается, в итоге он действительно заходит в дом, где его убивает неизвестное чудовище.
Говард пытается ухаживать за симпатичной однокурсницей Венди, но та не воспринимает его всерьёз. Однако она принимает приглашение старшекурсников Брюса и Джона посетить инициацию в некое студенческое братство и уговаривает свою подругу Таню присоединиться к ним. Тем временем Говард обеспокоен исчезновением Джоэла и уговаривает Картера заняться его поисками.
Дорожка приводит Венди с подругой и кавалерами в тот же самый дом. При этом на самом деле никакой инициации там не происходит — Брюс и Джон всего лишь пытаются соблазнить девушек. Если Таня категорически отказывается, то Венди не против интима с симпатичным парнем. Но во время любовных игр она видит отрезанную голову Джоэла. Девушка приходит в ужас, и её состояние передаётся её спутникам. Вдобавок они ухитряются заблудиться в зловещем доме, а входная дверь оказывается заперта. В конце концов все четверо теряют друг друга из вида. Старшекурсники один за другим становятся жертвой Твари.
В дом приходят Картер и Говард. Войдя в дом они обнаруживают находящуюся в обмороке Таню. Если Говард пытается помочь девушке, то Рендольф, большой поклонник оккультизма, идёт в библиотеку, где находит «Некрономикон» и с удовольствием предаётся его чтению. Узнав, что Венди тоже в доме, Говард пытается её найти, однако Венди уверена, что весь этот кошмар подстроен неудачливым ухажёром и бросается на него с серпом. Говарда спасает лишь то, что Венди становится очередной жертвой Твари. Тем временем Рендольф находит заклинание, позволяющее выйти из дома, а также вызвать магического защитника — духа леса. При этом он попадает в склеп Уинтропа.
Теперь Тварь преследует Говарда и Таню. Они пытаются забаррикадироваться в одной из комнат, однако чудовище проникает туда через окно. Силы неравны, но в этот момент за Тварью приходит защитник, который хватает её своими ветвями и утаскивает в бездну. Говард и Таня наконец могут покинуть дом. Девушка беспокоится о Картере, но Говард уверен, что тот погиб. Однако неожиданно из-под земли появляются две руки — Картера и скелета (видимо, Уинтропа). Говард помогает Рендольфу выбраться, а дыру в земле закрывают могильной плитой. В итоге всех перипетий Говард остаётся с Таней, а Рендольф с «Некрономиконом».

## В ролях
- Чарльз Клаусмайер — Говард Деймон
- Марк Кинси Стефенсон — Рэндольф Картер
- Александра Даррел — Таня Хеллер
- Лаура Альберт — Венди Бернс
- Катрин Александр — Элида Уинтроп
- Ибен Хэм — Брюс Уикс
- Блейн Уитли — Джон Бебкок
- Марк Парра — Джоэль Мэнтон
- Делберт Спэйн — Джошуа Уинтроп
- Колин Кокс — мистер Крафт
- Пол Фармер — гробовщик
- Пол Пейджор — первый могильщик
- Марсель Люссье — второй могильщик
- Лиза Уилсон — первая студентка
- Ненси Крайсел — вторая студентка